# Poppberg (Birgland)
Poppberg ist ein Gemeindeteil von Birgland und eine Gemarkung im Landkreis Amberg-Sulzbach in Bayern.

## Lage
Das Kirchdorf liegt gut hundert Meter nördlich der Bundesautobahn 6 auf einer Höhe von 597 m ü. NHN. Auf der Gemarkung liegen Gronatshof, Hainfeld, Matzenhof, Ödamershüll und Poppberg.
Fünfhundert Meter nordwestlich vom Dorf liegt die Burgruine Poppberg auf dem 653 Meter hohen vollständig bewaldeten gleichnamigen Poppberg.

## Geschichte
Die ehemalige Gemeinde Poppberg hatte 1961 die Gemeindeteile Poppberg, Gronatshof, Hainfeld, Matzenhof und Ödamershüll, 191 Einwohner und eine Gemeindefläche von 901,17 Hektar. Sie schloss sich 1972 mit vier anderen Gemeinden zur Gemeinde Birgland zusammen.